# Siriporn Ampaipong
Siriporn Ampaipong (ศิริพร อำไพพงษ์) (Phatthalung, 7 dicembre 1964) è una cantante e attrice thailandese.
È nata da una famiglia di cantanti mor lam nella provincia di Udon Thani. La maggior parte delle sue canzoni sono ballate sentimentali.

## Discografia

### Album
- Parinya Jai (ปริญญาใจ)
- Soo Puea Nong Dai Mai (สู้เพื่อน้องได้ไหม)
- Raeng Jai Rai Wan (แรงใจรายวัน)
- Aok Hak Pro Hak Ai (อกหักเพราะฮักอ้าย)
- Karuna Ya Pluean Jai (กรุณาอย่าเผลอใจ)
- Tua Jing Pra Jam Jai (ตัวจริงประจำใจ)
- Yan Boe Me Chard Na (ย่านบ่มีชาติหน้า)
- Jaew Bong Nai Klong Com (แจ่วบ่องในกล่องคอมพ์)
- Khoe Tham Puea Ai (ขอทำเพื่ออ้าย)
- Parinya Jep (ปริญญาเจ็บ)